# Рудакова, Наталья
Ната́лья Рудако́ва (англ. Natalya Rudakova; род. 14 февраля 1985, Ленинград) — американская актриса, наиболее известная по фильму Оливье Мегатона «Перевозчик 3».

## Биография
Наталья Рудакова родилась 14 февраля 1985 года в Ленинграде.
В 17 лет вместе с матерью переехала жить в Нью-Йорк. 
Там она работала парикмахером и случайно, переходя дорогу, встретилась с ассистентом Люка Бессона. После просмотра по предложению того же Бессона уехала учиться актёрскому мастерству в Париж.
Прошла пробы на главную роль в фильме «Перевозчик 3». В ноябре 2008 года состоялась премьера фильма с Джейсоном Стейтемом в главной роли. Впоследствии снималась и в других фильмах.

## Фильмография
| Год  |   | Название                              | Роль      |
| ---- | - | ------------------------------------- | --------- |
| 2008 | ф | Перевозчик 3 / Le Transporteur 3      | Валентина |
| 2011 | ф | Единственный / The One                | Алекс     |
| 2011 | ф | Новый роман / A Novel Romance         | Шелли     |
| 2014 | ф | Ожидание поезда / Waiting for a Train | Адель     |
| 2015 | ф | Перед снегопадом / Before the Snow    | Натали    |